# Sandrine Rigaux
Pour les personnes ayant le même patronyme, voir Rigaux.
Sandrine Rigaux, née le 2 août 1973 à Paris, est une actrice française.

## Filmographie

### Cinéma
- 2002 : Le Transporteur de Louis Leterrier et Corey Yuen
- 2005 : Ma vie en l'air de Rémi Bezançon

### Télévision
- 2001 : Le Grand Patron (téléfilm, TF1)
- 2003 : Le Tuteur (série télévisée)
- 2004 : Les Cordier, juge et flic (série télévisée, TF1)
- 2005 : Allo T où ? (série télévisée)
- 2005 : Avocats et Associés (série télévisée, France 2)
- 2005 : Faites comme chez vous ! (série télévisée, deux épisodes, M6)
- 2006 : Préjudices (série télévisée, France 2) : Lieutenant Belmont
- 2007 : Truands (téléfilm)
- 2007 : Paris, enquêtes criminelles (série télévisée) : Claire Savigny
- 2013 : Code Lyoko Évolution (série télévisée, France 4) : Anthéa Schaeffer
- 2016 : Commissariat central (série télévisée, M6)
- 2018 : Les Michetonneuses (téléfilm, France 2) : la directrice du magasin de sacs

## Théâtre
- 2005 : Il ne faut jurer de rien !